# Koninklijke Vereniging van Organisten en Kerkmusici
De Koninklijke Vereniging van Organisten en Kerkmusici (KVOK, gevestigd te Den Haag) bestaat sinds 1 januari 2009 en komt voort uit het samengaan van de Koninklijke Nederlandse Organisten Vereniging (KNOV) en de GOV-Vereniging van Kerkmusici (VvKM).

## Geschiedenis Koninklijke Nederlandse Organisten Vereniging (KNOV)

### Nederlandsche Organisten Vereeniging (1890)

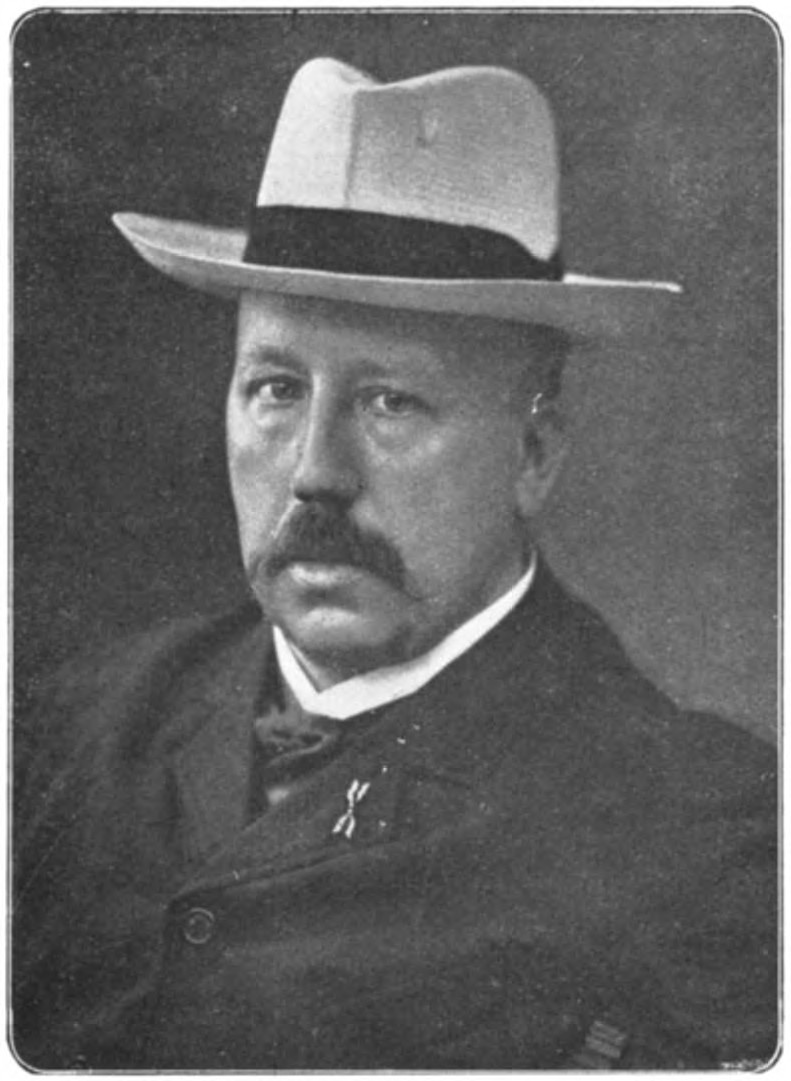
Marius van 't Kruijs

Op 16 januari 1890 werd in hotel Krasnapolsky op initiatief van de organisten Joseph Antonius Verheijen (organist van de Amsterdamse Mozes-en-Aäronkerk), Martin Boltes (organist van de Amsterdamse Episcopal Church), J.B. Litzau (organist van de Rotterdamse Lutherse Kerk) en M.H. (Marius) van ’t Kruijs (organist van de Rotterdamse Laurenskerk) de Nederlandsche Organisten Vereeniging (N.O.V.) opgericht. Van 't Kruijs was toentertijd de hoofdredacteur van het maandblad Het Orgel. Hierin werd een oproep geplaatst om tot oprichting te komen van een organistenbond, met als doel een fonds te stichten van waaruit bijstand verleend kon worden aan leden bij ziekte en dood.
Een jaar later werd de N.O.V. bij Koninklijk Besluit erkend als rechtspersoon. Ze telde toen 91 gewone leden en 71 donateurs. Leden waren afkomstig uit zowel rooms-katholieke als protestantse kringen.

### Doelstelling
De N.O.V. werd in de eerste plaats opgericht voor de behartiging van de materiële belangen van haar leden en pas in de tweede plaats voor de orgelkunst. Dankzij giften, legaten en de opbrengsten van benefietconcerten die organisten belangeloos gaven groeide het steunfonds gestaag. 

### Tijdschrift

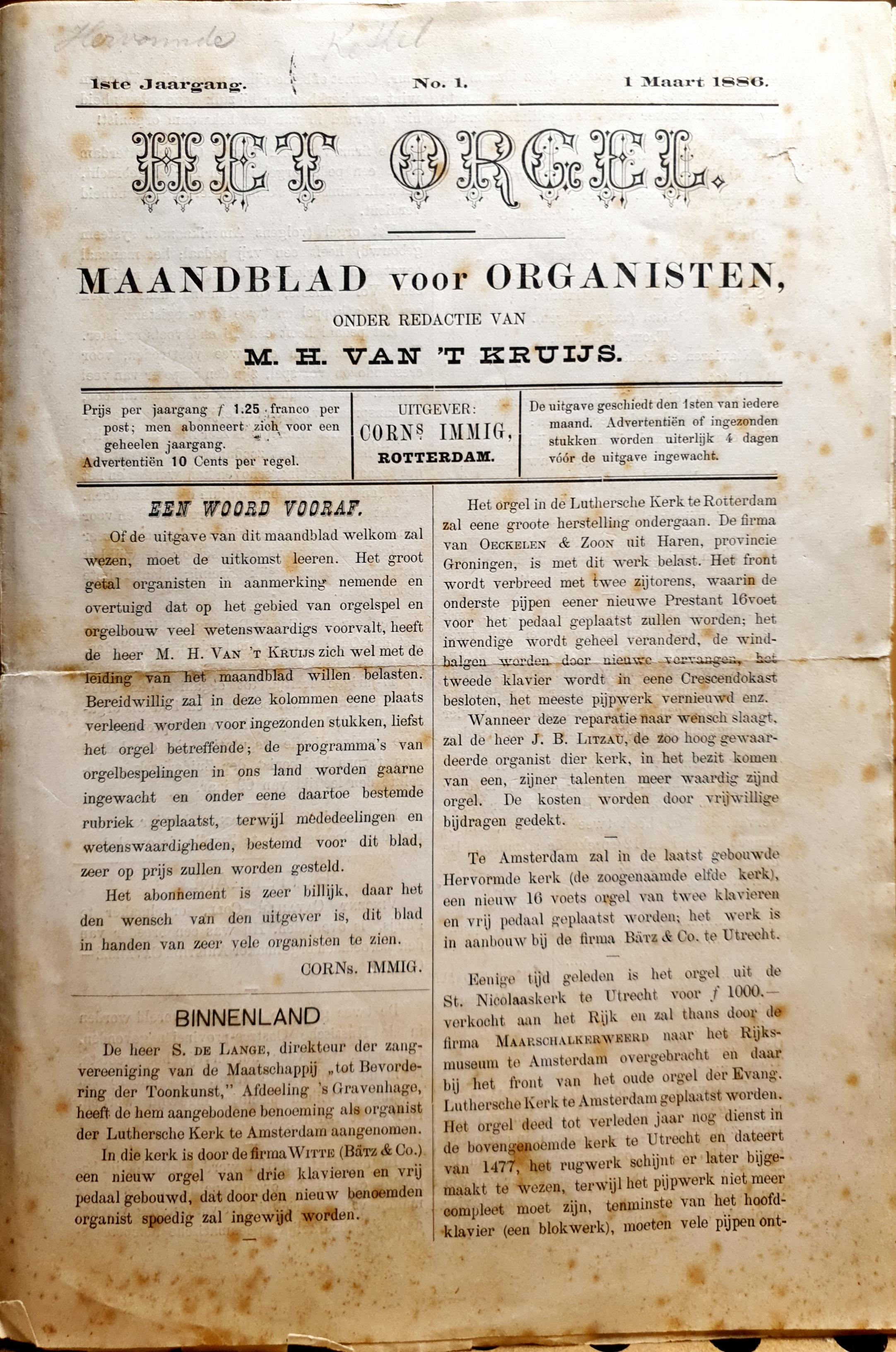
Voorpagina van het eerste nummer van Het Orgel, 1 maart 1886

In maart 1886 was het eerste nummer van het maandblad Het Orgel verschenen. Vanaf 1901 besloot de N.O.V. om het zelfstandige tijdschrift financieel te gaan ondersteunen. In 1912 werd het blad het officiële tijdschrift van de vereniging, waarbij de redactie wel onafhankelijk van de vereniging bleef opereren. Het blad berichtte over ontwikkelingen in de orgelkunst met besprekingen van composities en componisten, over ontwikkelingen in liturgische praktijken en over orgelbouw. Tevens publiceerde het blad een agenda met vermelding van orgelconcerten. In 1937 werd de N.O.V. daadwerkelijk eigenaar van het blad en benoemde voortaan de redactieleden.
Van maart 1943 tot september 1945 werd het blad niet uitgegeven omdat men weigerde zich aan te sluiten bij de Kultuurkamer. De vereniging bleef wel bestaan.
Vanaf 1996 geeft de vereniging jaarlijks de Zomeragenda uit als bijlage bij Het Orgel, met daarin vermeld de honderden orgelconcerten die elke zomer in Nederland worden gegeven. In de 21ste eeuw wordt besloten om actueel nieuws uit Het Orgel te halen en apart in de (gedrukte, later digitale) nieuwsbrief NotaBene te publiceren. 

### Activiteiten
Al vroeg in het bestaan van de vereniging besloot men examens in te stellen waardoor leden zich middels een diploma en later ook een getuigschrift als organist konden kwalificeren. De reden hiervoor was dat er veel amateurorganisten in kerken werkzaam waren die op een (zeer) laag niveau musiceerden. In 1914 waren er 26 organisten die als eerste de examens aflegden.

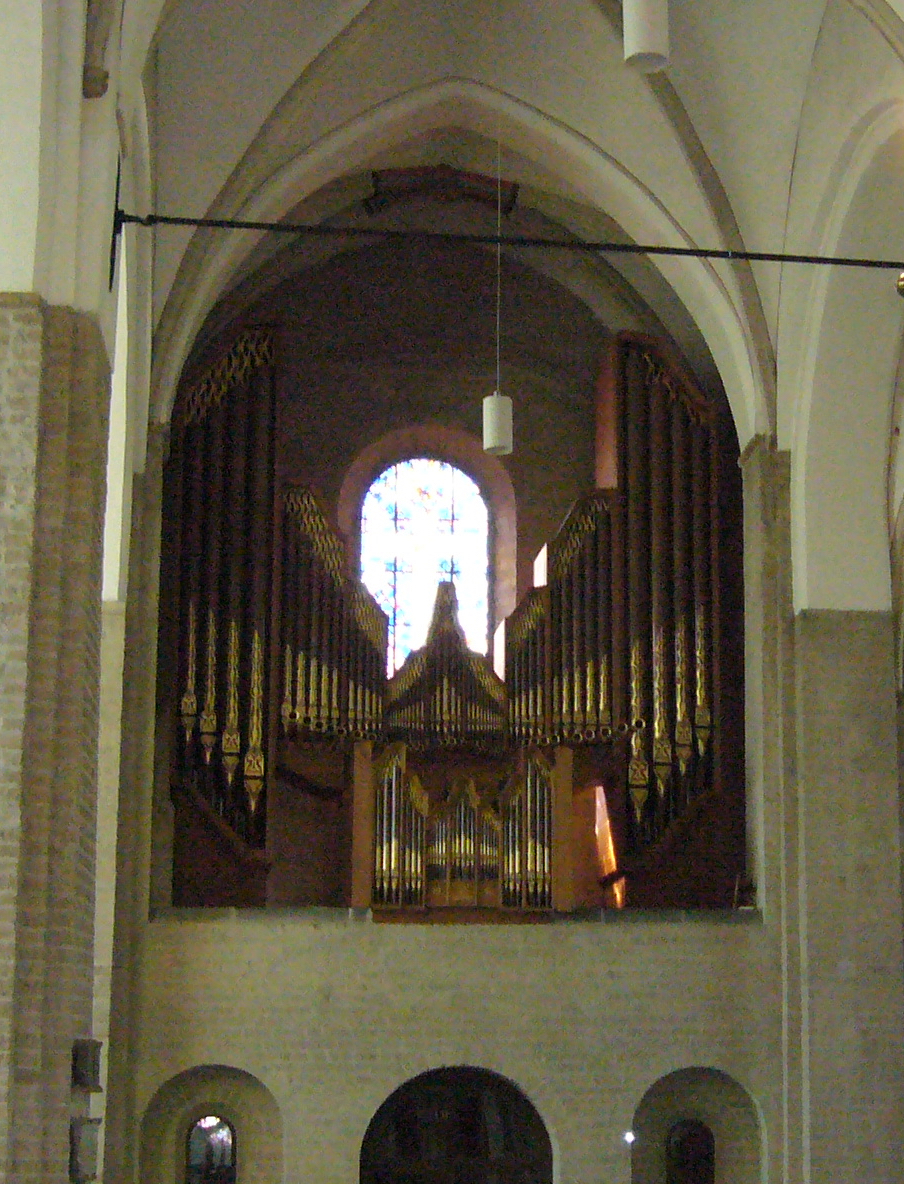
Hoofdorgel van de Nicolaïkerk te Utrecht, gebouwd in 1957 onder advies van Lambert Erné door de Deense bouwer Marcussen. Lambert Erné was organist van deze kerk, en schreef in 1961 in het gastenboek: 'Hier staat het orgel van de Deen / Zo scherp als dit, ge vindt er geen! Al gaat het u door merg en been,/ Voor ons toch blijft het nummer één! Ofschoon men onze werken haat / Zoals het bij Johannes staat, Dit orgel werd tóch de primaat,/ Al sleepte men 't ook over straat' - te zingen op de wijs van psalm 100.

Deze examens en diploma's leidden in 1973 tot de Regeling voor de Kerkmuziek, opgesteld door de N.O.V. en de Koninklijke Nederlandse Toonkunstenaars Vereniging, en vastgesteld door de synode van de Nederlands Hervormde Kerk. Met deze regeling werden de kwalificaties en de rechtsposities van kerkmusici alsmede de salarisregelingen vastgesteld. Beroepskerkmusici met een Conservatoriumopleiding vielen voortaan onder Bevoegdheidsverklaring I en II, en amateurmusici onder III. De afgifte van de getuigschriften van de N.O.V. werd later door de Protestantse Kerk in Nederland (PKN) met de Generale Regeling Kerkmusici overnomen. Amateurorganisten en -cantores kunnen via de PKN een driejarige deeltijdopleiding volgen en deze afsluiten met het diploma Kerkmuziek Bevoegdheidsverklaring III.
De N.O.V. organiseerde daarnaast activiteiten verdeeld over verschillende landelijke districten zoals dagcursussen en -workshops over specifieke onderwerpen, om de leden te blijven scholen op het gebied van musiceren en kennis van het orgel.
Verder werden er met enige regelmaat congressen georganiseerd. Vermeldenswaardig zijn de congressen van 1953 en 1968, met pleidooien van voorzitter Lambert Erné om het na-oorlogse Scandinavische neobarokke orgeltype ook in Nederland te introduceren.
In 2001 nam de vereniging het initiatief tot het organiseren van het Festival Voor de Wind, een interdisciplinair orgelfestival.

### Koninklijk predicaat
Bij het 100-jarig bestaan van de vereniging in 1990 werd het predicaat ‘koninklijk’ verleend en de naam gewijzigd in Koninklijke Nederlandse Organisten Vereniging (KNOV).

## De GOV-Vereniging van kerkmusici

### Vereeniging van Organisten der Gereformeerde Kerken (1931)
Op 14 februari 1931 kwamen de organisten D.N.J. van der Pauw, W.A Houtman, L.C. van Leeuwen, Joh. Luijkenaar Francken en N. Schuiling bijeen en besloten zij tot de oprichting van de Vereeniging van Organisten der Gereformeerde Kerken. In september van dat jaar werden de statuten en het reglement goedgekeurd en in oktober volgde de eerste ledenvergadering waarvoor alle Nederlandse gereformeerde organisten werden uitgenodigd.

### Doelstelling en context
Binnen het gereformeerd protestantisme heeft in de eredienst altijd het Woord centraal gestaan, dat wil zeggen, de bijbellezingen en de bijbeluitleg via de preek. Muziek, en met name instrumentale muziek, leidde daar alleen maar vanaf, en werd slechts mondjesmaat toegelaten. In de eerste decennia van de twintigste eeuw veranderde deze opvatting en kwam er, ook binnen de Gereformeerde Kerk, steeds meer aandacht voor het kerklied en voor het kerkelijk orgelspel. Binnen de Gereformeerde Kerken speelde met name de kwestie of er naast de (van oorsprong bijbelse) psalmen ook meer gezangen gezongen mochten worden in de eredienst.

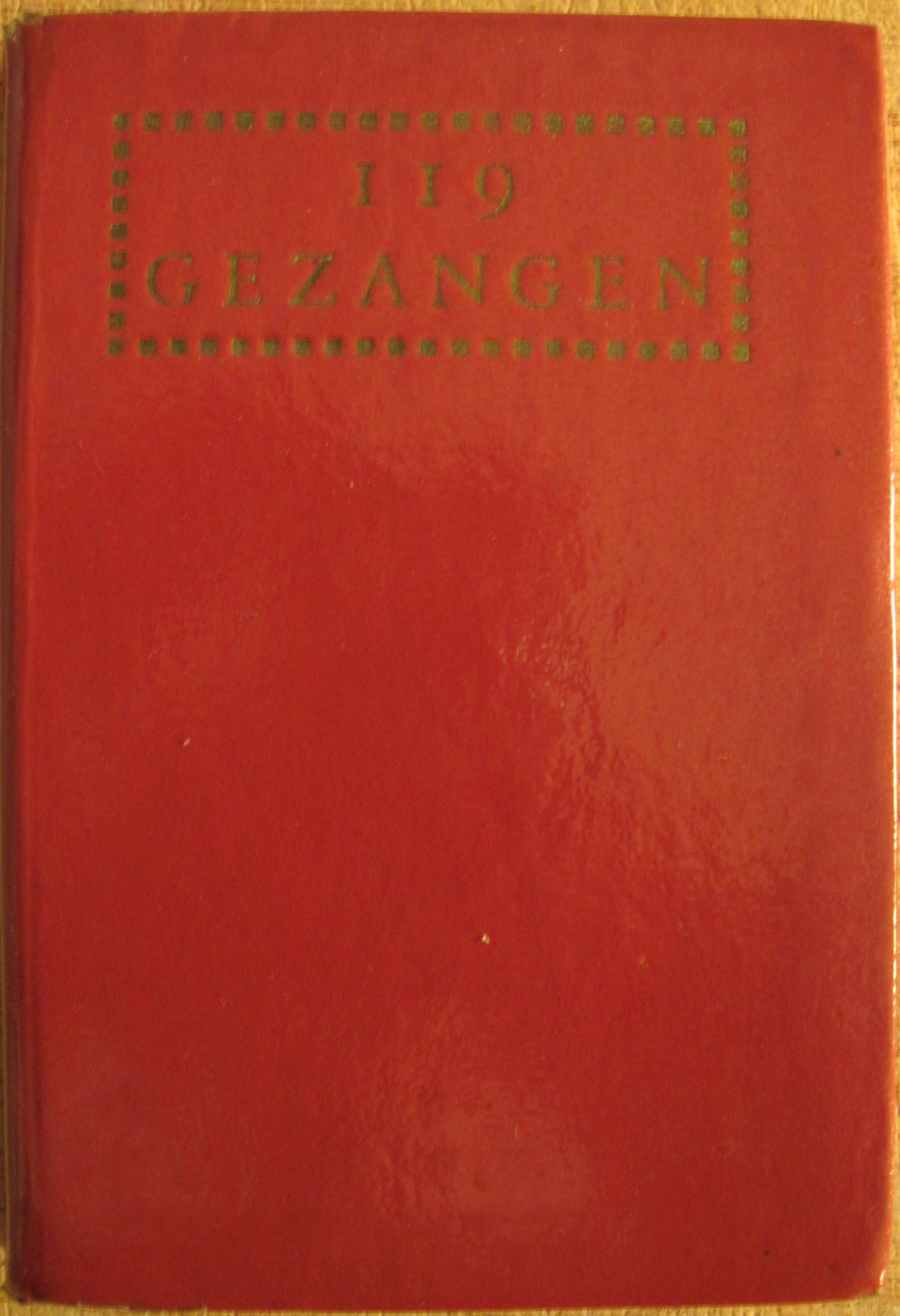
De liedbundel '119 Gezangen, in gebruik bij de Gereformeerde Kerken in Nederland' (1961)

Nadat in 1930 de gereformeerde synode had vastgesteld dat zij zich niet diende uit te spreken over kerkmuzikale aangelegenheden, realiseerden de oprichters zich dat er een officiële, aan de Gereformeerde Kerk gerelateerde vereniging nodig was die de kerken deskundig kon voorlichten over muzikale zaken. Omdat de gereformeerden een sterke traditie hadden van eigen verenigingen en instanties op gereformeerde grondslag, lag het voor de hand dat er een aparte vereniging naast de reeds bestaande N.O.V. zou komen.
Met name in de naoorlogse jaren profileerde de GOV zich sterk ten opzichte van de NOV, niet alleen door het gereformeerde karakter te benadrukken, maar ook het feit dat zij in de eerste plaats een vereniging voor amateurorganisten was, en niet voor vakmensen. Er speelde ook nog ongenoegen over de periode in de oorlog, waarin de GOV zich onvoldoende gesteund had geweten door de NOV toen de vereniging door de bezetter werd opgeheven.
De verbetering van de kerkelijke en sociale positie van de (vak)organist waar de N.O.V. naar streefde was minder belangrijk voor de oprichters van de gereformeerde vereniging. De leden drongen echter aan op een ‘instructie voor organisten’, waarin de posities en honorering van de organist vastgelegd zouden worden. Door de diepgewortelde traditie van vrijwilligerswerk binnen de Gereformeerde Kerk zou het nog tot 1980 duren voordat er ook op kerkelijk niveau met de organistenvereniging gesproken zou worden over de arbeidsrechtelijke positie van de organist. Pas in 1990 stelde de gereformeerde synode te Emmen de Regelingen Kerkmuziek en Kerkmusici vast. Dat hield overigens slechts in dat de synode de regelingen bij de kerken aanbeval; van verplicht opleggen was geen sprake.

### Activiteiten
Vanaf 1932 kwamen de leden bijeen in (regionale) kringen om gezamenlijk theoretische en praktische onderwerpen te behandelen, en zo kennis op te doen. Vanaf 1936 gaf de vereniging ook orgelbouwadviezen aan kerken (zoals over nieuwbouw, verbetering en restauratie). In 1936 startte men eveneens met de introductie van normexamens en organiseerde men vergelijkende examens (proefspel) voor sollicitanten aan kerken.
In 1955 stelde men een eigen Orgeladviescommisie (OAC) in, die onder invloed van orgeladviseur Arie Bouman nog tot laat in de jaren vijftig gereformeerde kerken adviseerde elektro-pneumatische orgels te bouwen in plaats van mechanische. Begin jaren zestig gaat ook de OAC mee met de koers van de NOV om neobarokke mechanische instrumenten aan te bevelen.

### Uitgaven
Op 1 januari 1932 verscheen het eerste nummer van Organist en Eeredienst, in eerste instantie een mededelingenblad van het verenigingsbestuur. In tegenstelling tot Het Orgel verschenen er in Organist en Eeredienst vanaf 1934 ook muziekbijlagen. Deze composities (vooral bewerkingen over psalmen) waren bedoeld voor en toegesneden op de praktijk van de gereformeerde eredienst.
In veel artikelen in Organist en Eredienst uit de begintijd van de vereniging werd geageerd tegen het laatromantisch georiënteerde koraalspel van Jan Zwart en Feike Asma, dat gekenmerkt werd door opzwepend effectbejag en populair was bij veel gereformeerde organisten. De vereniging probeerde in artikelen te bepleiten dat een organist sober en dienstbaar diende te zijn ten aanzien van de gemeentezang. Hierbij werd polemiek en provocatie niet vermeden. Rond de 20ste sterfdag van Jan Zwart in 1957 liepen de discussies in het blad zo hoog op, dat een groep leden vertrok en in 1958 de Stichting Orgelcentrum en het (op Feike Asma georiënteerde) tijdschrift Het Orgelblad oprichtte.
Na de verschijning van het protestantse Liedboek voor de Kerken in 1973 verschoof de nadruk in de muziekbijlagen naar koraalbewerkingen van gezangen. Onder meer dankzij de goede organisatiestructuur van de GOV (in plaatselijke afdelingen) werd dit nieuwe liedboek soepel in de gereformeerde kerken ingevoerd.
In 1978 gaf de vereniging samen met uitgeverij Boekencentrum het Orgelboek voor de Psalmen uit.

### Gereformeerde Organisten Vereniging (1946)

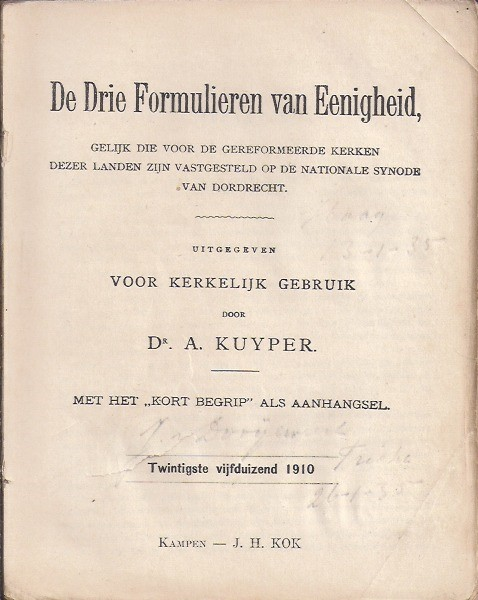
Titelpagina van de Drie Formulieren van Enigheid, uitgegeven door Abraham Kuyper, 1910

In 1944 vond een splitsing plaats binnen de Gereformeerde Kerken en ontstond naast de Gereformeerde Kerk de Gereformeerde Kerk (vrijgemaakt). Om verwarring te voorkomen over bij welke kerk men als vereniging nu hoorde werd tijdens de ledenvergadering in 1946 besloten dat beide soorten gereformeerden bijeen zouden blijven in één vereniging. Voortaan ging men verder onder de naam Gereformeerde Organisten Vereniging (GOV), met als grondslag (expliciet geformuleerd) de Drie Formulieren van Enigheid. Zowel vrijgemaakten, synodalen, christelijk-gereformeerden als leden van de Gereformeerde Gemeente konden lid worden van de GOV. In 1950 vertrokken de organisten van de Gereformeerde Gemeenten alsnog en richtten een eigen vereniging op, de Vereniging Organisten Gereformeerde Gemeenten (VOGG). In 1973 braken ook de vrijgemaakten met de GOV en richtten de Vereniging van Gereformeerde Kerkmusici (VGK op).

### Ledental
De Vereeniging van Organisten der Gereformeerde Kerken groeide in de eerste vier jaren na de oprichting naar 200 leden. Rond 1941 telde men 362 leden, een aantal dat in de vier decennia daarna toenam tot bijna 1150. Rond 2000 bedroeg het aantal leden 950.

### Zeventigjarig bestaan
Zowel het 70-jarig bestaan in 2001 als de naderende fusie van de Gereformeerde Kerk met de Nederlandse Hervormde Kerk en de Evangelisch Lutherse Kerk, die in 2004 tot de Protestantse Kerk in Nederland zou leiden, waren aanleiding voor de GOV om zich op de toekomst te bezinnen. Daarnaast was naast de organist de rol van de cantor (met name als koordirigent) steeds belangrijker geworden in de eredienst. Men besloot daarom op de algemene ledenvergadering in april 2001 tot verbreding van de vereniging, en de naam 'Gereformeerd' te verwijderen. Dit leidde tot de naam GOV-Vereniging van Kerkmusici (VvKM). In januari 2002 verscheen het verenigingstijdschrift in een nieuw formaat en onder een nieuwe naam: Muziek & Liturgie.

## Fusie

### Koninklijke Vereniging van Organisten en Kerkmusici (KVOK)
Door de oprichting van de PKN, maar ook door de afnemende ledentallen door vergrijzing besloten KNOV en GOV om als gezamenlijke vereniging verder te gaan. Dit leidde in 2009 onder leiding van KNOV-voorzitter Kees Hoeksma en GOV-voorzitter Rein van der Kluit tot de oprichting van de Koninklijke Vereniging van Organisten en Kerkmusici. Het predicaat 'koninklijk' van de oude naam KNOV mocht meegenomen worden.

### Doelstellingen
De doelstellingen van de nieuwe vereniging zijn als volgt:
- de bevordering van het gebruik van het orgel, het orgelspel en de orgelcultuur in het algemeen
- de bevordering van de verantwoorde verzorging van de muziek in de eredienst
- de bevordering van al hetgeen het peil en de waardering van de kerkmuziek in het algemeen ten goede kan komen
- de bevordering van een goede opleiding van organisten en kerkmusici
- de behartiging van de rechtspositie van de leden in het algemeen en in het georganiseerd overleg in het bijzonder; en voorts al hetgeen met een en ander rechtstreeks of zijdelings verband houdt of daartoe bevorderlijk kan zijn, alles in de ruimste zin van het woord.

### Activiteiten
De KVOK zet het werk van de oude verenigingen voort met belangenbehartiging van de leden binnen verschillende overlegorganen, en organiseert workshops, symposia en congressen voor leden en belangstellenden. De KVOK maakte daarnaast deel uit van het (in 2024 opgeheven) Huis van de Kerkmuziek.

### Uitgaven
De KVOK is uitgever van de tijdschriften:
- Het ORGEL
- Muziek & Liturgie
- de digitale nieuwsbrief NotaBene
- de ZomerAgenda met daarin het jaarlijks aanbod van alle orgelconcerten in de zomer in Nederland

### Aantal leden
Op het moment van oprichting van de KVOK in 2009 telde de KNOV ongeveer 1600 leden en de GOV circa 800. Door een vergrijzend ledenbestand was dat per 1 januari 2021 afgenomen tot 1457 leden (die ook de uitgaven ontvangen) en 127 abonnees (niet-leden).